# District of Columbia Home Rule Act
Il District of Columbia Home Rule Act of 1973 (conosciuto semplicemente come D.C. Home Rule Act, traducibile in italiano come “Legge sull’Autogoverno del Distretto di Columbia”), è una fondamentale legge federale statunitense, approvata da entrambe le camere del Congresso degli Stati Uniti fra il 10 luglio ed il 19 dicembre 1973 e controfirmata dal presidente statunitense Richard Nixon il 24 dicembre dello stesso anno. 
Essa prevede una serie di disposizioni in merito alla devoluzione di alcuni poteri e competenze specifiche dal Congresso degli Stati Uniti al Distretto di Columbia, istituendo contestualmente un governo locale ed una propria autogestione. In particolare, la legge include la c.d. “Carta distrettuale” (in inglese District Charter e chiamata anche Carta dell'Autogoverno, in inglese Home Rule Charter), con cui è stata istituita la figura del Sindaco, a capo del potere esecutivo, ed un Consiglio del Distretto di Columbia, a capo del potere legislativo e di rango leggermente superiore a quello di un classico consiglio comunale.

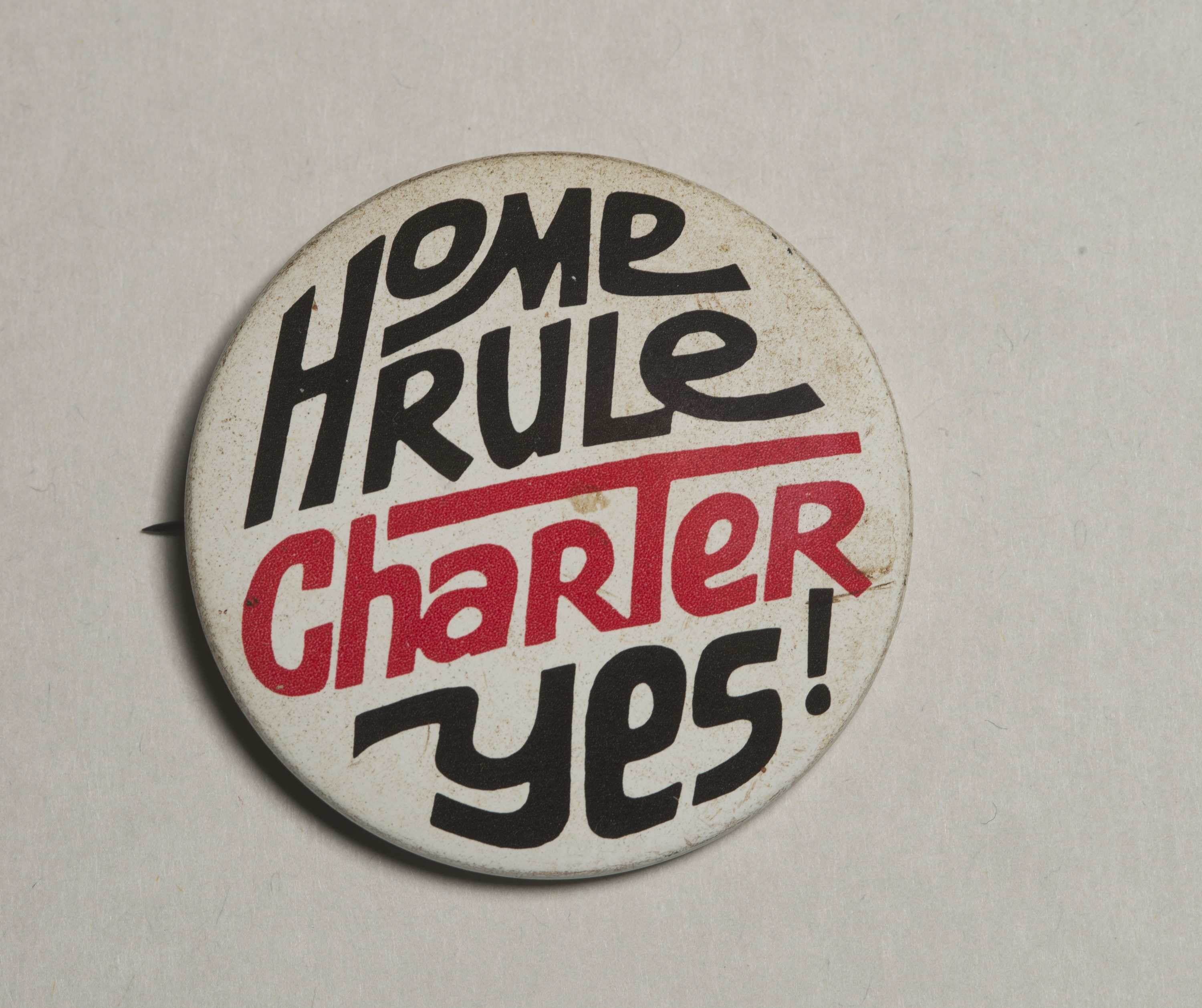
Spilla in supporto della Carta dell'Autogoverno, 1974.

Ai sensi della legislazione, dunque, il Consiglio del Distretto di Columbia emana disposizioni su ogni materia conferitagli ed il amministrazione comunale si occupa di attuarle. Tuttavia al Congresso degli Stati Uniti, non essendo costituzionalmente riconosciuta la sovranità né la posizione istituzionale tipica degli Stati federati al Distretto di Columbia, deve comunque esaminare ogni atto e, in tal senso, può anche opporvisi esercitando il veto.
In aggiunta, a garanzia della preminenza delle autorità federali, la stesse si sono riservate l'autorità sul bilancio del Distretto e la nomina dei giudici operanti nell’area, su istanza del Presidente degli Stati Uniti.
Degno di nota, infine, è il fatto che la legge non abbia in alcun modo conferito, nonostante le rimostranze, alcun tipo di rappresentanza effettiva al Congresso degli Stati Uniti, non essendo stata attuata alcuna revisione costituzionale oltre il XXIII emendamento. A causa di queste e di altre limitazioni al governo locale (tra cui il divieto di poter utilizzare la Guardia nazionale a supporto della polizia — potendo questa essere schierata solo con una sua federalizzazione ordinata dal Presidente degli Stati Uniti, o di avere maggior voce nella National Capital Planning Commission), molti cittadini del Distretto continuano a fare pressioni per una maggiore autonomia, fino alla piena statualità.

## Contesto precedente
Poco dopo la Dichiarazione d'indipendenza degli Stati Uniti d'America nel 1776, la neonata Confederazione non aveva una capitale fissa e, per questo, sino al 1783, anno del definitivo trattato di pace con il Regno di Gran Bretagna, ben nove città servirono come capitale degli Stati Uniti, tra cui New York e Filadelfia.
Quando tuttavia, proprio in quest’ultima (dove si era stabilito il Congresso confederale) scoppiò una forte insurrezione (6 ottobre 1783) durante il quale un gruppo di soldati assediò l’organo legislativo senza che lo Stato della Pennsylvania riuscisse o si impegnasse a sedare le agitazioni, si stabilì che fosse necessaria l'individuazione di una nuova capitale per mantenere autonomo dagli Stati federati, anche in ottica di uguaglianza tra loro, e proteggere il nascente Governo federale degli Stati Uniti, come rimarcato anche da James Madison.
Per questi motivi, il successivo articolo 1, sezione 8 della Costituzione degli Stati Uniti d'America, entrata in vigore nel 1789, consentì agilmente la creazione di un c.d. "distretto (non eccedente le dieci miglia quadrate) che, per cessione di Stati particolari, e l'accettazione del Congresso, divenga sede del governo degli Stati Uniti". La disposizione, tuttavia, non riservò a quest’ultimo alcun tipo di autonomia, anzi fu conferito alle autorità federali il potere di "esercitare [poteri] come autorità su tutti i luoghi acquistati dal consenso della legislatura dello Stato in cui lo stesso sarà", negando così a priori ogni tipo di posizione giuridica affine a quella degli Stati federati.
Istituita dunque l’area il 16 luglio 1790 (a seguito dell’approvazione del Residence Act e della donazione di una porzione di territorio pari ad un quadrato da parte degli Stati federati del Maryland e della Virginia), oltre alla città di nuova fondazione (Washington) vennero ricompresi anche due insediamenti preesistenti: il Porto di Georgetown fondato nel 1751 e la città di Alexandria, fondata nel 1749 (ma oggi di nuovo in Virginia in seguito a rimostranze locali sfociate in una retrocessione) che, prevedibilmente, manifestarono un certo astio a vedersi privati dei diritti politici in questo modo, protestando anche in modo molto acceso, ma sul momento senza nessun esito realmente concreto.
In seguito, per provvedere all’organizzazione del distretto federale, il Congresso degli Stati Uniti decise, diffidente di ogni forma di autonomia al di fuori del quadro statale, di approvare l’Organic Act del 1801, con cui il Distretto di Columbia fu sottoposto, attuando le disposizioni costituzionali, al controllo diretto del Governo federale degli Stati Uniti e dunque, indirettamente, al volere esclusivo del Presidente degli Stati Uniti, senza che gli abitanti di quest’ultimo avessero neanche la possibilità di esprimere una loro opinione, se non con un mero statuto comunale assai limitato e decisamente non autonomo, che equiparava la città ad una posizione addirittura meno favorevole di quella goduta dalle altre municipalità nei vari Stati federati.
Nel 1871, poi, il controllo divenne ancor più stretto quando, con l’Organic Act del 1871, furono abrogati i singoli statuti delle città di Washington e Georgetown per creare un nuovo governo unico per l'intero Distretto di Columbia con a capo un governatore nominato dal Presidente degli Stati Uniti. Quando tuttavia la nuova amministrazione si dimostrò incapace di gestire la situazione economico-sociale della città, portandola in bancarotta a solo un anno dall’insediamento (1874), il Congresso degli Stati Uniti sostituì il governatorato con un “Consiglio di Commissari” costituito da tre membri che, fino al 1973, continuò ad amministrare l’area, sempre più frustrata da questa situazione, come dimostrano anche le istanze di alcuni giornalisti e membri del Congresso datati al 1888 o le grandi proteste dei movimenti per i diritti civili degli anni '50 a cui, seppur grande avanzamento, neanche il XIII emendamento riuscì a porre fine, anche per via della limitatezza dello stesso alle sole elezioni presidenziali.
Fu solo dunque nel 1973 che, raggiunto un compromesso politico di grande ampiezza sotto la Presidenza Nixon, tenendo anche conto del fatto che il Congresso degli Stati Uniti era fermamente controllato dall’opposizione democratica, fu infine emanata la legislazione, conferendo così ai cittadini di Washington (nel mentre unificatasi in un solo insediamento urbano) la possibilità di eleggere direttamente un Sindaco (che sostituì i commissari nello stesso anno) ed un Consiglio distrettuale che, seppur dalle competenze relativamente limitate ed idealmente sempre revocabili, fu un enorme avanzamento per la città in senso auto-organizzativo.